# Tellervo claribella
Tellervo claribella är en fjärilsart som beskrevs av Butler 1882. Tellervo claribella ingår i släktet Tellervo och familjen praktfjärilar. Inga underarter finns listade i Catalogue of Life.